# Jean-Henry-Louis Greffulhe
Pour les articles homonymes, voir Greffulhe.
Jean-Henry-Louis, comte Greffulhe, né le 21 mai 1774 à Amsterdam et mort le 23 février 1820 à Paris, est un banquier et homme politique français.

## Biographie
Jean-Henry Louis Greffulhe est le fils de Lodewijk (Louis) Greffulhe (1741-1810), important banquier huguenot à Genève, Amsterdam et Paris, et de sa première épouse, Judith Desmoulins ou Du Moulin ( -1782). Il a un frère, Jean-Louis Greffulhe (1776-1867) qui fut un banquier très actif.
Il était le demi-frère de Louise Cordélia Eucharis Greffulhe (1796-1847), épouse du maréchal Boniface de Castellane (1788-1862). Sa sœur était née du second mariage (1793) de leur père Louis avec Jeanne Pauline Randon de Pully, la fille du général Charles Joseph de Pully et l'épouse en secondes noces (1821) de Pierre Raymond Hector d'Aubusson.
La famille Greffulhe est originaire de Sauve en Languedoc, et quitte la France au moment de la révocation de l’Édit de Nantes, en 1685. Réfugiée à Genève, elle s'installe ensuite à Amsterdam. Elle y fonde une maison de commerce sous la raison sociale J.-J. Greffulhe et C°, qui devient ensuite Veuve Juran fils, Louis Greffulhe et C°. 
En mai 1789, la maison J.-J. Greffulhe vient à Paris, représentée par Louis Greffulhe (1741-1810), associé à Jacques Marc Montz (1770-1810), sous la raison sociale Greffulhe, Montz et C°, les deux hommes reprenant la suite des affaires de la banque Girardot et Haller, fondée au début du XVIIIe siècle et à laquelle avait été associé Jacques Necker. Cette banque, installée 16, rue Bergère, joua un rôle important sous la Révolution française, fournissant des fonds aux émigrés et gérant les biens de la famille d’Orléans. La banque est dissoute en 1793. Montz fut incarcéré à la pension Belhomme, tandis que les Greffulhe étaient dès 1792 retournés à Londres fonder une nouvelle maison de banque. Les Greffulhe reviennent en France sous l’Empire, après avoir été rayé de la liste des émigrés dès janvier 1795, pour s’occuper d’une fortune considérable en bien fonds.
Après la chute de l'Empire, Jean-Henry Louis Greffulhe se signale par son attachement aux Bourbons, qu'il accompagne, à Gand, en 1815. Il revient avec eux en France. Il reçoit les lettres de naturalité le 22 novembre 1816.
Il acquiert de grandes propriétés dans le département de Seine-et-Marne et devient maire de Fontenailles, où il avait acquis le château de Bois-Boudran. 
En 1816 et 1817, il fait partie du groupe des banquiers français associés aux maisons Barings et Hope and Company pour les emprunts de libération du territoire français. En mars 1819, il prend des intérêts dans la maison de banque Sartoris d'Escherny et C° de son cousin, Pierre-Urbain Sartoris, banquier à Londres, venu s’installer à Paris, rue de la Chaussée d'Antin. Cette dernière maison fut dissoute au moment de la crise de 1825.
Il est nommé chevalier le 5 novembre 1817, et reçoit le titre de comte avec institution du majorat par lettres-patentes en mai 1818 puis, dans la foulée, est nommé pair de France par Louis XVIII, le 15 décembre 1818.
À la Chambre haute, il soutient de ses votes le gouvernement royal jusqu'à sa mort en 1820.
Le comte Greffulhe jouissait d'une très grande fortune territoriale, dont il faisait, d'après un biographe, le plus généreux usage : « Un mérite d'un intérêt plus général et d'un ordre plus élevé, lit-on dans l'Histoire biographique de la Chambre des pairs d'Alexandre Lardier, c'est la puissante protection qu'il accorda toujours à l'enseignement élémentaire et principalement à l'enseignement mutuel; il est le fondateur d'une des premières écoles à la Lancaster qu'on ait formées à Paris. ».
Il est inhumé au cimetière du Père-Lachaise (43e division).

### Mariage et descendance

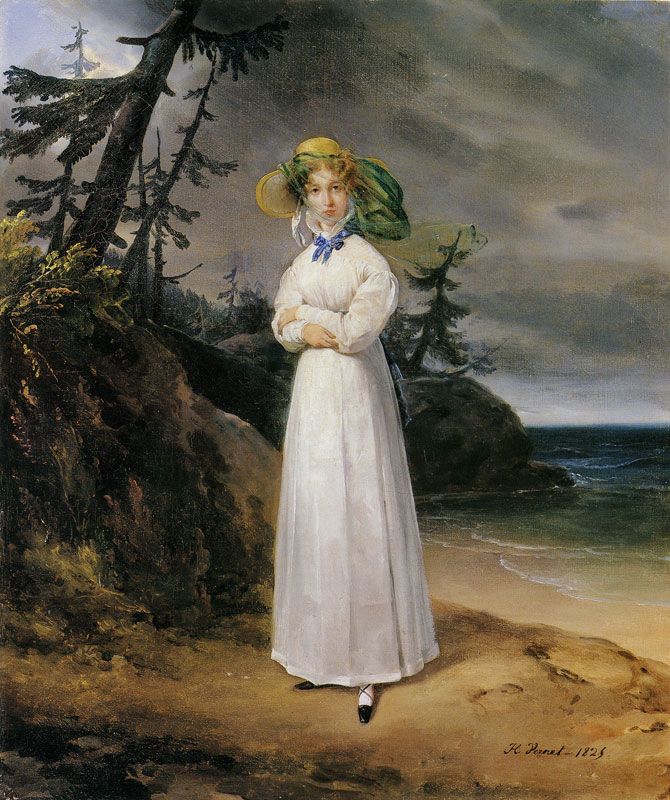
Portrait de son épouse.

Il épouse à Paris le 23 avril 1811 Marie Françoise Célestine Gabrielle de Vintimille du Luc (Paris, 26 juin 1787 - Paris, 2 janvier 1862), fille du général Charles Félix de Vintimille (1765-1806) et de Marthe Marie Gabrielle de Levis.
Elle était la petite-fille de Charles de Vintimille, généralement considéré comme un fils naturel de Louis XV, et de François-Gaston de Lévis.
Veuve en 1820, elle se remarie à Paris le 4 mars 1826 avec Philippe, comte de Ségur (Paris, 4 novembre 1780 - Paris, 25 février 1873), comte de l'Empire (1809), historien de la Grande armée, membre de l'Académie Française (1830), lieutenant-général (1831), pair de France (1832), chevalier de Saint-Louis, grand officier de la Légion d'honneur, veuf d'Antoinette Charlotte Laure Legendre de Luçay, dont il avait trois enfants ; dont deux filles.
De son premier mariage avec Jean Henri Louis Greffulhe, elle eut trois enfants :
- Jeanne Joséphine Amélie Greffulhe (1812 - Paris, 8 mars 1902), mariée en 1833 avec le comte  Paul-Charles-Louis-Philippe de Ségur (1809-1886), député de la Marne, fils de Philippe de Ségur (second époux de sa mère) et de sa première épouse, Antoinette Charlotte Laure Legendre de Luçay. Dont postérité ;
- Louis-Charles Greffulhe, comte-pair héréditaire (1820), chevalier de la Légion d'honneur (Rouen, 9 février 1814 - Paris, 27 septembre 1888), marié à Paris le 29 février 1846 avec Félicité de La Rochefoucauld Estissac, fille d'Alexandre Jules de La Rochefoucauid, duc d'Estissac, colonel d'Etat-major, député, puis sénateur, et d'Hélène Dessole. Dont postérité ;
- Henri Greffulhe, conseiller-général et député de Seine et Marne, chevalier de la Légion d'honneur, non marié (Londres, 29 juillet 1815 - Paris, 9 avril 1879)[4].

## Armoiries
Ecartelé, au 1 coupé de gueules à 4 cotices en barre d'argent et d'azur, à 3 molettes d'éperon d'or ; au 2 d'argent, au chevron d'azur, chargé de 3 étoiles d'or, et surmonté d'un globe d'azur cintré d'or; au 3 d'argent au griffon de sable ; au 4 fascé de gueules et d'argent de 8 pièces. Couronne de comte. Supports un lion et un griffon